# Hans Thybo

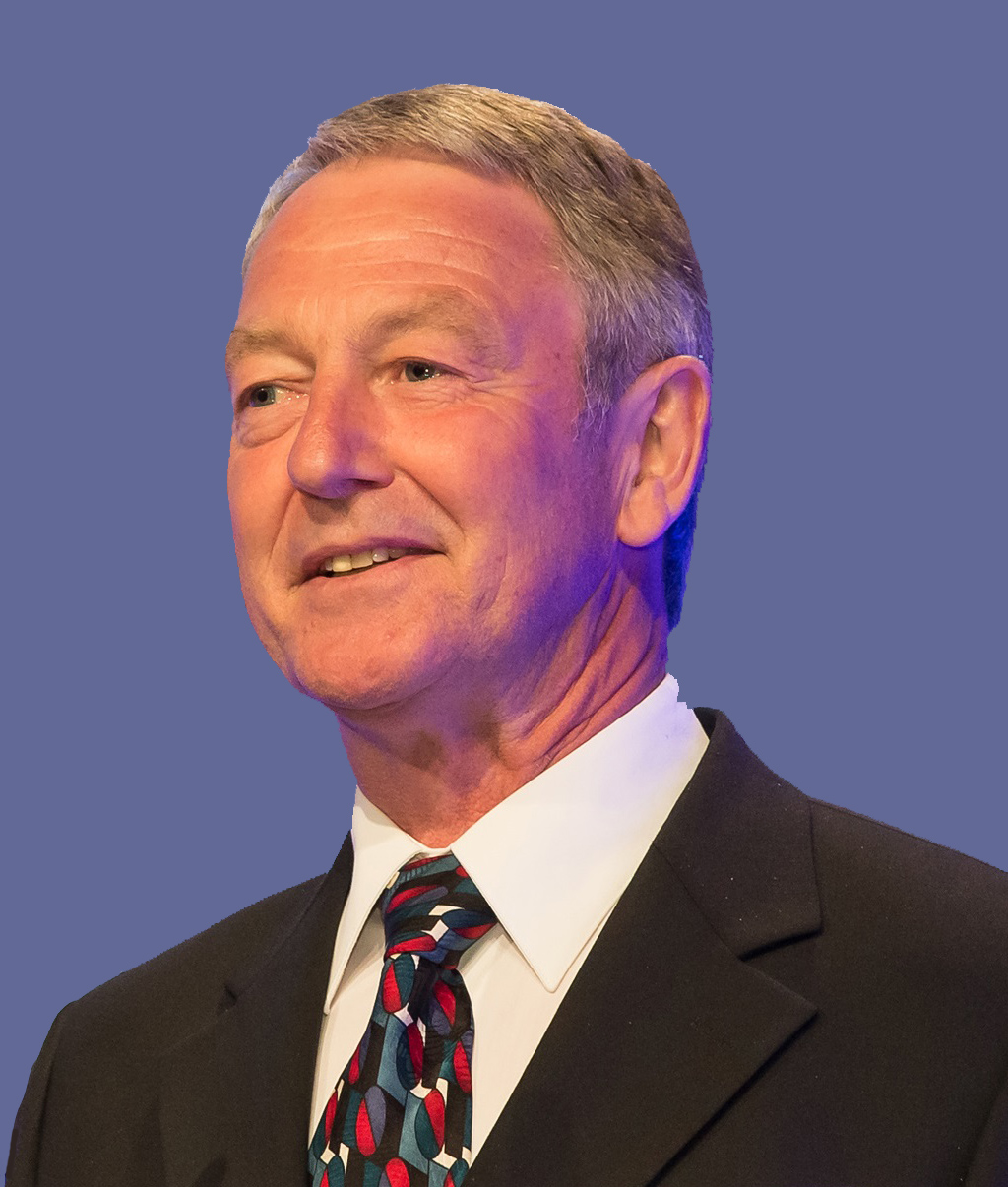
Hans Thybo

Hans Thybo (* 19. Februar 1954 in Aarhus) ist ein dänischer Geowissenschaftler. Er ist Vizepräsident der Königlich Dänischen Akademie der Wissenschaften. Von April 2015 bis April 2017 war er Präsident der European Geosciences Union, momentan ist er wie bereits von 2014 bis 2015 deren Vizepräsident.
Seit 2001 war Hans Thybo Professor für Geophysik an der Universität Kopenhagen. Seine Entlassung durch die Universitätsführung Ende 2016 rief Protest von zahlreichen Wissenschaftlern hervor. 2004 wurde er Fellow der Royal Astronomical Society und ordentliches Mitglied der Academia Europaea. 2010 wurde er zum Mitglied der Norwegischen Akademie der Wissenschaften gewählt.
Thybo hat sich mit der Tektonik der Kontinente, insbesondere der Lithosphärenplatten Europas, beschäftigt.
Er war am Forschungsprojekt TOPO-EUROPE beteiligt.
Mit anderen Autoren verfasste er verschiedene Übersichtsarbeiten, u. a.: 
- Irina M. Artemieva, Walter D. Mooney, Edward Perchuc, Hans Thybo: Processes of lithosphere evolution: new evidence on the structure of the continental crust and uppermost mantle. In: Tectonophysics (= Structure of the continental lithosphere and upper mantle). Band 358, Nr. 1–4, 14. November 2002, S. 1–15, doi:10.1016/S0040-1951(02)00530-9.
- Irina M. Artemieva, Hans Thybo, Mikhail K. Kaban: Deep Europe today: geophysical synthesis of the upper mantle structure and lithospheric processes over 3.5 Ga. In: Geological Society, London, Memoirs. Band 32, Nr. 1, 2006, S. 11–41, doi:10.1144/GSL.MEM.2006.032.01.02.